# Balogh család (nemcsici)
A nemcsici Balogh család egy felvidéki eredetű nemesi család, amely a XVII. századból származik.

## Története
A Nyitra vármegyei eredetű család első ismert felmenői Ádám és János 1670-ben kaptak nemesi címerlevelet I. Lipóttól, amit még abban az évben ki is hirdettek. A XVIII. század közepén még biztosan nyitrai birtokosok voltak, mert az 1754-55-ös nemesi összeírásban a családból Sándor, János, Pál, Ferenc és István is szerepel. Megemlítendő a családtagok közül Alajos, aki 1848-49-es honvédhadnagy, fiai, Lajos és István gazdatisztek, valamint János nőticsi körjegyző, és Béla szolgabírósági tisztviselő.

## Címere
Borovszky monográfiájában ezt írja:
Czímer: kékben zöld alapon ágaskodó természetes párducz, jobbjában vérző török főt tart varkocsánál fogva, baljában pedig kardot. Sisakdísz: kinövő sisakos pánczélos vitéz, jobbjában varkocsánál levágott török főt, baljában görbe kardot tart. Takarók: kékarany-veresezüst.